# Reichsparteitag

Adolf Hitler inspekterar SA-trupper från en Mercedes-Benz W07
vid Reichsparteitag i Nürnberg 1935. I bilen finns Blodsfanan. Bakom den står Sturmbannführer Jakob Grimminger.

Reichsparteitag (tyska: Rikspartidag) kallades det årliga mötet för det Nationalsocialistiska tyska arbetarepartiet (NSDAP) mellan 1923 och 1938 i september. Speciellt efter Adolf Hitlers maktövertagande 1933 blev dagen en stor propagandahändelse som utspelade sig i Nürnberg där hundratusentals människor var närvarande. En miljon människor skall ha deltagit i Hitlerjugend-paraden i Nürnberg[när?].[källa behövs]
Rikspartidagarna ägde rum på Reichsparteitagsgelände.

## Plats och namn
1923 hölls dagen i München och 1926 i Weimar, efter 1927 hölls den uteslutande i Nürnberg. Anledningen till att man valde Nürnberg var maktövertagandet i Tyskland. Då blev nazisterna tvungna att tänka på säkerheten mot angrepp från kommunister och liknande grupper. I Franken satt den nationalsocialistiske Gauleitern Julius Streicher som hade polisen på sin sida. En annan fördel var att staden låg centralt i Tyskland. Efter Adolf Hitlers maktövertagande 1933 ändrades kraven på säkerhet och istället ansågs det lämpligt att hålla Rikspartidagen i Nürnberg på grund av traditionen, och att Nürnberg en gång i tiden varit riksdagens säte i det tysk-romerska riket.
Varje år fick mötet en titel som anspelade på nyligen inträffade händelser.
- 1933: Reichsparteitag des Sieges (Segerns Rikspartidag) anspelar på maktövertagandet och segern över Weimarrepubliken.
- 1934: Ursprungligen hade det här mötet inget tema. Det var i efterhand som det namngavs antingen Reichsparteitag der Einheit und Stärke (Enigheten och Styrkans Rikspartidag), Reichsparteitag der Macht (Maktens Rikspartidag) eller Reichsparteitag des Willens (Viljans Rikspartidag). Den sistnämnda gav namnet till filmen Viljans triumf som spelades in samma år som dokumentation av dagen.
- 1935: Reichsparteitag der Freiheit (Frihetens Rikspartidag) avser frigörandet från Versaillesfördraget när allmän värnplikt återinfördes.
- 1936: Reichsparteitag der Ehre (Ärans Rikspartidag) avser återmilitariseringen av Rhenlandet som i NSDAP:s ögon sågs som återupprättandet av tysk ära.
- 1937: Reichsparteitag der Arbeit (Arbetets Rikspartidag) firade den minskade arbetslösheten efter det att NSDAP tog makten.
- 1938: Reichsparteitag Großdeutschland (Stortysklands Rikspartidag) hölls med anledning av anslutningen av Österrike till Tyskland.
- 1939: Reichsparteitag des Friedens (Fredens Rikspartidag) blev inställd med kort varsel då Tyskland inledde sitt angrepp mot Polen dagen innan Rikspartidagen skulle äga rum.

## Utförande
Under mötena demonstrerades den tyska folkgemenskapen där uppemot en halv miljon människor lyssnade på Führern och svor sin lojalitet mot honom. Utöver det genomfördes stora paradmarscher av olika organisationer som Wehrmacht, SS, SA, Riksarbetstjänsten (tyska: Reichsarbeitsdienst) och Hitlerjugend med flera. De här paraderna gick också genom Nürnbergs gamla stadskärna där den entusiastiska folkmassan hurrade.
Sedan 1935 framfördes även Richard Wagners Die Meistersinger von Nürnberg den första kvällen vid varje möte. Wagners musik bestod av många mytologiska inslag vilket betraktades av nationalsocialisterna som sunda återgivningar av tyskt hjältemod.

## Propagandafilmer
För varje möte mellan 1933 och 1935 skapade Leni Riefenstahl en dokumenterande film. Den första Der Sieg des Glaubens togs dock ur cirkulation efter Långa knivarnas natt 1934. Den andra filmen Viljans triumf (Triumph des Willens) fick kritik från generaler i Wehrmacht då de tyckte att filmen innehöll för lite militära element. Därför behandlar filmen Tag der Freiheit: Unsere Wehrmacht från 1935 års möte uteslutande Wehrmacht.